# Waa
Pour les articles homonymes, voir Waa (homonymie).
Waa est un village d'Indonésie situé en Nouvelle-Guinée occidentale, dans le kabupaten de Mimika.

## Géographie
Waa se trouve dans l'est de l'Indonésie, sur l'île de Nouvelle-Guinée, dans le kabupaten de Mimika de la province de Papouasie. Il se situe dans la chaîne de Sudirman des monts Maoke, à la confluence des rivières Aghawagon et Wanagon. Le Puncak Jaya, le point culminant de ces montagnes, de l'Indonésie, de l'Océanie et l'un des sept sommets, se trouve à une dizaine de kilomètres à vol d'oiseau au nord-est. Le village est situé en retrait de la route reliant Timika au sud à la mine de Grasberg non loin au nord-ouest en passant par Tembagapura.

## Démographie
Le village est habité par des Papous de l'ethnie des Amungme.